# Skrøbelev
Skrøbelev er de to landsbyer Gammel Skrøbelev og Ny Skrøbelev midt på Langeland, beliggende 6 km vest for Spodsbjerg, 24 km nord for Bagenkop og 3 km øst for kommunesædet Rudkøbing. Landsbyerne hører til Langeland Kommune og ligger i Region Syddanmark.
Skrøbelev hører til Skrøbelev Sogn. Skrøbelev Kirke ligger i Ny Skrøbelev, hvilket kan skyldes udflytning til en kirke, der oprindeligt lå isoleret. 4 km vest for Skrøbelev ligger herregården Fårevejle. 2 km sydøst for Skrøbelev ligger proprietærgården Søvertorp.

## Faciliteter
Skrøbelev Skole ophørte som folkeskole i august 2010 og er nu en heldagsskole for elever med socio-emotionelle vanskeligheder, specifikke indlæringsproblemer og/eller kombineret med kontakt- og tilknytningsvanskeligheder.
Skrøbelevcentret (Hjørnet) rummer 14 ældreboliger og mødefaciliteter.
Proprietærgården Skrøbelevgård, der drives som hotel og kursuscenter under navnet Skrøbelev Gods, ligger i Ny Skrøbelev.

## Historie
Opdelingen i de to landsbyer, der ligger ca. 1 km fra hinanden, nævnes første gang i 1572.
Landsbyen Skrøbelev bestod i 1682 af 5 gårde og 2 huse uden jord. Det samlede dyrkede areal udgjorde 153,5 tønder land skyldsat til 36,69 tønder hartkorn. Gammel-Skrøbelev bestod af 5 gårde og 1 hus uden jord. Det samlede dyrkede areal udgjorde 104,8 tønder land skyldsat til 27,14 tønder hartkorn. Dyrkningsformen var trevangsbrug.
I 1899 beskrives Skrøbelev således: "Ny-Skrøbelev (i Vald. Jrdb. Skreuælef) med Kirke, Præstegd. og Skole; Gammel-Skrøbelev, ved Spodsbjærgvejen, med Fattiggaard (opf. 1869, Plads for 24 Lemmer) og Fællesmejeri;" Målebordsbladet fra 1900-tallet har stavemåden Skrøvelev og viser desuden et forsamlingshus i Ny Skrøvelev.

### Jernbanen
Gammel Skrøbelev var knudepunkt på Langelandsbanen (1911-62). Her grenede sidebanen til Spodsbjerg fra hovedstrækningen Rudkøbing-Bagenkop. Stationsbygningen blev tegnet af arkitekt Helge Bojsen-Møller. Den ligger på Stationsvej 4 og er velbevaret – selv billetlugen findes endnu.